# Dietrich Klagges
Dietrich Klagges, född 1 februari 1891 i Herringsen, död 12 november 1971 i Bad Harzburg, var en tysk nazistisk politiker och SS-Obergruppenführer. Han var ministerpresident i Fristaten Braunschweig från 1933 till 1945.

## Biografi
Dietrich Klagges var son till en skogvaktare. Klagges utbildade sig till lärare vid seminariet i Soest och inledde 1911 sin tjänstgöring i Harpen i Bochum. Under första världskriget sårades han allvarligt och fick lämna aktiv tjänst. År 1918 anslöt han sig till Deutschnationale Volkspartei (DNVP), som betonade konservatism och monarkism. Han lämnade DNVP 1924 och var under en kort tid medlem av Deutschvölkische Freiheitspartei (DVFP), som lade tonvikten på nationalism och antisemitism. År 1925 blev han medlem av Nationalsocialistiska tyska arbetarepartiet (NSDAP). 
I början av 1920-talet arbetade Klagges som lärare i Wilster och från 1926 till 1930 var han biträdande rektor vid en skola i Benneckenstein, där han 1928–1930 även var lokal nazistledare. På grund av sitt samröre med NSDAP avskedades Klagges från det preussiska skolväsendet och förlorade därtill sin pension. Kort därefter gav han sig in i politiken i Braunschweig och kom att vara ansvarig för NSDAP:s propaganda. Under 1920-talet var Klagges även aktiv som skriftställare. Hans skrifter, som publicerades i högerextrema tidningar, präglas i hög grad av nationalistiska, antisemitiska och antidemokratiska inslag. Klagges delvis teologiska resonemang kännetecknas av religiös rasism.

### Fristaten Braunschweig
År 1931 utsågs Klagges till Regierungsrat och senare samma år till inrikes- och utbildningsminister i Fristaten Braunschweig. Året därpå blev den statslöse Adolf Hitler på Klagges inrådan utnämnd till Regierungsrat och blev därmed tysk medborgare. Till följd därav var det möjligt för Hitler att ställa upp i tyska presidentvalet 1932.
Den 30 januari 1933 utnämndes Adolf Hitler till tysk rikskansler och den 6 maj blev Klagges ministerpresident i Fristaten Braunschweig. Klagges hade intentionen att göra Fristaten Braunschweig till en nazistisk mönsterprovins och endast några dagar senare anordnades de första bokbålen på Schlossplatz i Braunschweig. Klagges ämnade även undanröja politiska motståndare och uppdrog åt Schutzstaffel (SS) att mörda tio medlemmar i Kommunistische Partei Deutschlands (KPD) och Sozialdemokratische Partei Deutschlands (SPD). Morden, som förövades med utstuderad brutalitet, kom att kallas Riesebergmorden.
I januari 1941 lät Klagges inleda deportationen av Braunschweigs judar till koncentrationsläger. När amerikanska trupper besatte Braunschweig i april 1945, fanns det omkring 61 000 fångar i lägren i området kring Watenstedt-Salzgitter, Braunschweig och Helmstedt.

### Rättegångar
Klagges togs till fånga av amerikanska trupper den 12 april 1945. En militärdomstol dömde honom året därpå till sex års fängelse. Distriktsåklagare Fritz Bauer bidrog till att Klagges 1950 ådömdes ett livstidsstraff för bland annat mord. Bundesgerichtshof rev dock upp denna dom 1952. Vid en andra rättegång kunde det likväl bevisas att Klagges gjort sig skyldig till mord och tortyr. Hans straff blev 15 års fängelse. Inför rätten bedyrade Klagges att han inte hade känt till något om morden eller tortyren; han påstod sig endast ha arbetat vid sitt skrivbord och blivit förd bakom ljuset av sina underordnade. Klagges frigavs 1957.

## Familj
Klagges var gift med Emilie Amalie Krugmann (född 1890). Paret hade två söner (födda 1922 och 1928) och tre döttrar (födda 1920, 1925 och 1930).

## Utmärkelser
- Krigsförtjänstkorset av första klassen utan svärd
- Krigsförtjänstkorset av första klassen utan svärd
- Såradmärket i svart (första världskriget)
- Ärekorset
- NSDAP:s partitecken i guld
- SS Hederssvärd
- SS-Ehrenring (Totenkopfring)

## Skrifter
- Das Urevangelium Jesu, der deutsche Glaube, 1926
- Kampf dem Marxismus, 1930
- Die Weltwirtschaftskrise, 1930
- Reichtum und soziale Gerechtigkeit: Grundfragen einer nationalsozialistischen Volkswirtschaftslehre, 1932
- Geschichtsunterricht als nationalpolitische Erziehung, 1936
- Rudolf Berg (Dietrich Klagges pseudonym): Angeklagter oder Kläger. Das Schlusswort im Klagges-Prozeß, 1954
- An alle Völker der Erde, 1972
- Eine Tugend gegen alle Todsünden – Das organische Weltbild, 1974